# Link 22
Link 22 ist ein NATO-Kommunikationsstandard für Datenübertragungen über Datenlinks zwischen militärischen Einheiten.

## Geschichte
Die Entwicklung von Link 22 begann 1992 unter dem Namen NATO Improved Link Eleven (NILE) mit dem Ziel, den technologisch nicht mehr aktuellen aber nach wie vor genutzten Standard Link 11 zu ersetzen; er sollte kompatibel zu Link-16-Netzen sein. Die beteiligten NATO-Mitglieder sind Kanada, Frankreich, Deutschland, Italien, Spanien, Großbritannien und die USA.
Im Dezember 2006 begann die Wehrtechnische Dienststelle 81 mit Tests zur Interoperabilität.

## Technik
Link 22 überträgt die Daten in festformatierten 9 Byte langen Datagrammen, das Format ist kompatibel mit dem von Link 16. Wie bei Link 16 werden für den Kanalzugriff TDMA-Protokolle genutzt. Link 22 kann Daten über HF- und UHF-Frequenzen übertragen. UHF ist für Verbindungen im Nahbereich (Sichtverbindung) und HF-Verbindungen sind für Übertragungen bis über 1850 km vorgesehen.